# Achille de Chaffoy
Achille de Chaffoy (9 juni 1998) is een Belgisch hockeyer.

## Levensloop
Achille de Chaffoy is actief bij RRC Bruxelles. Met deze club behaalde hij in 2022 de landstitel en in 2023 brons in de Euro Hockey League.
Daarnaast is hij actief bij het Belgisch zaalhockeyteam. Met de Indoor Red Lions nam hij onder meer deel aan de Europese kampioenschappen van 2020.